# Ненко Чанев
Ненко Чанев e български художник – живописец. Има 54 самостоятелни изложби и много международни участия.

## Биография и творчество
Ненко Димов Чанев е роден на 23 февруари 1963 г. в град Бургас. Учи в Националната гимназия по пластични изкуства и дизайн „Акад. Дечко Узунов“ в Казанлък. Завършва Националната школа по изобразителни изкуства и монументална живопис „Цанко Лавренов“ – Пловдив през 1982 г.
От 1983 участва в почти всички общи, групови и национални изложби. Печелил е много награди. Художник с експресионистичен стил и уникално чувство за цвят. Нарисувал е над 4000 картини, стенописи, витражи. Негови творби се намират в много частни колекции в България, САЩ, Великобритания, Германия, Франция, Австрия, Унгария, Белгия, Гърция, Република Македония, Сърбия, Румъния и др.
Член на Съюз на бургаските художници от 1996 г. Член на Съюзът на българските художници (СБХ)
Ненко Чанев е женен.
1. 1995 г. Градска художествена галерия „Петко Задгорски“- Бургас
2. 1995 г. Галерия- Солунска 18- София
3. 1996 г. Градска художествена галерия „Петко Задгорски“- Бургас
4. 1996 г. Галерията на Свободна безмитна зона – Бургас
5. 1997 г. Галерията на Свободна безмитна зона -Бургас
6. 1998 г. Галерия „Балконъ“- Бургас
7. 1999 г. Галерията на Свободна безмитна зона- Бургас
8. 2000 г. Галерия „Берч“- Бургас
9. 2011 г. Изложба в галерията на БСБ- Бургас
10. 2012 г. Изложба в хотел „Хелиос палас“ – Слънчев бряг
11. 2013 г. Изложба в галерия U P.A.R.K- Пловдив. 50 години Ненко Чанев. „Морето в мен“
12. 2013 г. Изложба в галерия „13-о стъпало“- град Бургас
13. 2014 г. Изложба в галерия „Орхидея“- Карлово
14. 2014 г. Изложба в галерия „Хеброс“- Пловдив
15. 2014 г. Изложба в галерията на културен център „Морско казино“ - Бургас
16. 2015 г. Изложба в галерия „13-о стъпало“ - Бургас
17. 2015 г. Изложба в галерия „Червеното пони“ - Пловдив
18. 2015 г. Световно триенале акварел - Сеул, Южна Корея International Watercolor Triennial Seoul / South Korea
19. 2016 г. Световно биенале акварел - Ню Делхи, Индия International Watercolor Biennale New Delhi / India
20. 2016 г. Изложба / Живопис в галерия „13-о стъпало“ - Бургас
21. 2016 г. Изложба / Живопис - Галерия „АРСЕНАЛ“ - Пловдив
22. 2016 г. Световно биенале акварел - Фабриано, Италия Bulgaria artists at FabrianoInAcquarello 2016
23. 2016 г. Международно биенале акварел - Варна / International Watercolor Triennial - Varna
24. 2016 г. Галерия „Видима“- Севлиево, България
25. 2017 г. Международно трианале акварел - Хонконг, Китай /International Watercolor Triennial-Hong Kong, China
26. 2017 г. Международно бианале акварел-Тайланд /International Watercolor Biennale Thailand
27. 2017 г. Международно триенале акварел- Албания /International Watercolor Triennial Albania
28. 2017 г. Международно триенале акварел - Португалия /International Watercolor Triennial Portugal
29. 2017 г. Международно бианале акварел-Косово, Прищина/International Watercolor Biennale -Kosovo, Pristinaa
30. 2017 г. Изложба / Живопис в галерия „13-о стъпало“ - Бургас
31. 2017 г. Изложба/ Живопис- Берлин, Германия
32. 2017 г. Изложба в галерия „Червеното пони“- Пловдив
33. 2017 г. Международно триенале акварел - Братислава, Словакия /International Watercolor Triennial Slovakia, Bratislava
34. 2017 Изложба / Живопис в галерия „13-о стъпало“ - Ненко Чанев и приятели- град Бургас
35. 2017 Изложба / Живопис в градска художествена галерия град Карлово - Станимир Видев и приятели
36. 2018 Международно трианале акварел - Мексико / International Watercolor Triennial-Mexicо
37. 2018 Международно бианале акварел-Бангладеш, Дака /International Watercolor Bangladesh, Dhakа
38. 2018 Международно триенале акварел - Словакия, Кошице /International Watercolor Slovakia, Kosice
39. 2018 Международно триенале акварел - Украйна, Киев /International Watercolor Ukraine, Kiev
40. 2018 Международно бианале акварел-Коста Рика /International WatercolorCosta Ricа
41. 2018 Международно трианале акварел - Словения /International Watercolor Triennial-Slovenia
42. 2018 Международно бианале акварел- О.А.Е. Дубай /International Watercolor Dubai United Arab Emirates
43. 2018 Изложба в галерия Art Gallery SIGNA / „СИГНА“-Хотел „НОВОТЕЛ“ -град Пловдив
44. 2018 Изложба /живопис в галерия „ПОМОРИЕ“ - гр. Поморие
45. 2018 Изложба /живопис в галерия с Иван Гайдаров в Художествена галерия -Казанлък
46. 2018 Изложба / Живопис в Галерия „П.Чучурлиев“- Димитровград
47. 2018 Интернационално Акварелно триенале - Kуала Лумпур 2018 г. /International Watercolor Triennial Kuala Lumpur Malaysia
48. 2018 Интернаионална акварелна изложба- Урбино, Италия
49. 2018 Изложба/ Живопис в Галерия „Икар“
50. 2019 Изложба/ Жиивопис с Жорж Сопаджиев в Галерия „Лик“ - град София
51. 2019 ΙΙ МЕЖДУНАРОДНО ТРИЕНАЛЕ „ДУХЪТ НА АКВАРЕЛА“ – Варна
52. 2019 Изложба / Живопис с Жорж Сопаджиев в Галерия „Недев“ - град Стара Загора
53. 2019 Международно акварелно триенале- Португалия 2019 г-International Watercolor Biennale - Portugal
54. 2019 Международна акварелна изложба „Сензация“-